# Beclean
Beclean (węg. i niem. Bethlen) – miasto w Rumunii, w okręgu Bistrița-Năsăud, w Siedmiogrodzie. Liczy 12 tys. mieszkańców (2006).